# آرتور فارل (بازیکن فوتبال)
آرتور فارل (انگلیسی: Arthur Farrell; ۱ نوامبر ۱۹۲۰ – ۲۰ سپتامبر ۲۰۰۰) بازیکن فوتبال اهل بریتانیا بود.
از باشگاه‌هایی که در آن بازی کرده‌است می‌توان به باشگاه فوتبال برافورد پارک آونیو اشاره کرد.